# Eustache Juchereau de Saint-Denys
Eustache Jean Juchereau de Saint-Denys (en español: Eustaquio Juan Juchereau de Saint-Denys; Bastia, 28 de marzo de 1809-Idem, 17 de junio de 1883), fue un abogado, diplomático, políglota, corresponsal y legislador francés de origen francocanadiense, egresado licenciado por la Facultad de derecho de la Universidad de París y, entre 1844 y 1847, actuó como consejero en la sombra del presidente dominicano Pedro Santana.
Proveniente de una familia de estirpe noble y de orientación legitimista, ingresó al servicio diplomático francés y desplegó su carrera por varios países europeos, asiáticos y americanos, entre ellos Grecia, Turquía, España, Haití y, especialmente, en la recién nacida República Dominicana.
En diciembre de 1843, participó junto a sus colegas Adolphe Barrot y André‑Nicolas Levasseur en las negociaciones que tuvieron lugar en Puerto Príncipe con varios diputados dominicanos presentes en la Asamblea Constituyente haitiana. De aquel encuentro nació el célebre Plan Levasseur. Apenas un mes después, en enero de 1844, fue trasladado a Santo Domingo, donde desempeñó un papel importante tanto en los hechos que condujeron a la guerra de independencia dominicana como en su desarrollo.
Durante los primeros meses de vida de la Primera República Dominicana, mantuvo buenas relaciones con todos los gobernantes, sin dejarse llevar por simpatías personales. Forjó lazos de respeto y cooperación con vocales de la Junta Central Gubernativa —entre ellos Francisco del Rosario Sánchez, Tomás Bobadilla y José María Caminero—, si bien su influencia más destacada se ejerció sobre Pedro Santana, general que había accedido al poder tras el golpe de julio de 1844 y que miraba con recelo a los duartistas, grupo rechazado por el cónsul francés.
Convencido de que la salvaguarda del naciente Estado dominicano pasaba por un protectorado francés, Santana encontró en Saint‑Denys un consejero de plena confianza. La impronta del diplomático corso se hizo patente en la Asamblea Constituyente convocada en San Cristóbal en 1844: gracias a su intervención se incorporó el artículo 210 a la primera Carta Fundamental dominicana. Aquella disposición otorgaba al jefe del Estado poderes extraordinarios durante la guerra, eximiéndolo de responsabilidad por sus decisiones. Saint‑Denys se consolidó como una de la figura más influyente del primer gobierno de Santana, a la par de ministros y altos mandos militares.
Concluida su misión en el Caribe en 1847, decidió retirarse de la vida diplomática y regresó a su ciudad natal en Córcega, donde vivió hasta su fallecimiento el 17 de junio de 1883.
Por su contribución, los dominicanos lo apodaron «el Padrino» de la independencia.

## Biografía

### Familia y primeros años

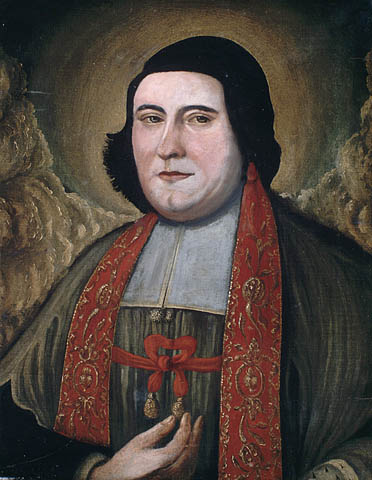
Presbítero Eustache Chartier de Lotbinière, señor de Lotbinière. Tatarabuelo (padre de bisabuela) de Eustache Jean Juchereau de Saint-Denys.

Eustache Jean Juchereau de Saint-Denys nació el 28 de marzo de 1809 en Bastia, isla de Córcega, bajo el Primer Imperio francés del emperador Napoleón Bonaparte, su célebre compatriota corso que entonces dominaba gran parte de Europa.

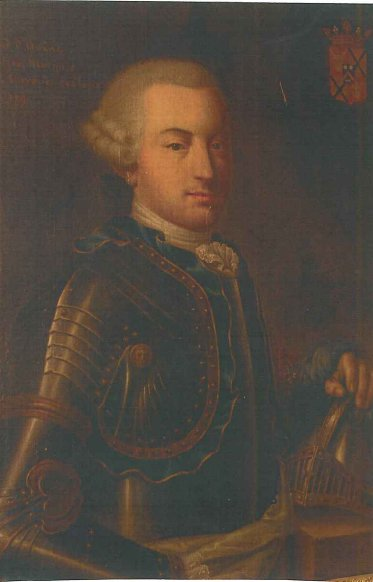
Capitán François-Marie Renaud d’Avène des Méloizes. Trastatarabuelo (abuelo materno de la bisabuela) de Eustache Jean Juchereau de Saint-Denys.

Era hijo de Louis Juchereau de Saint-Denys (n. 1778) y Marie Antoinette de Rossi (n. 1790). Su abuelo paterno, Eustache Marie Juchereau de Saint-Denys (1741–1792), francocanadiense nacido en Beauport, Nueva Francia, fue teniente coronel de Artillería y caballero de la Orden de San Luis. Durante las masacres de septiembre de la revolución francesa, fue asesinado por su fidelidad a Luis XVI el 4 de septiembre de 1792 en Charleville-Mézières, donde ejercía el mando, a la edad de 50 años. La madre de Eustache Marie —y bisabuela de Eustache Jean— fue Marie Françoise Chartier de Lotbinière, hija de Eustache Chartier de Lotbinière (1688–1749), señor de Lotbinière, importante funcionario en Nueva Francia. Tras enviudar de Marie Françoise (1693–1723), hija del capitán François-Marie Renaud d’Avène des Méloizes (1655-1699) y Françoise-Thérèse (n. 1670), el obispo de Quebec lo ordenó sacerdote y lo nombró canónigo, archidiácono de la Catedral de Notre-Dame y vicario general de la diócesis de Quebec.
En su juventud, adquirió la posesión del griego moderno, el italiano y el español. Obtuvo la licenciatura en derecho por la Facultad de derecho de París.
En la Restauración (1815-1830), bajo el reinado del hermano de Luis XVI, Carlos X (1824-1830), Francia reconoció la independencia de Grecia con la firma del tratado de Londres (1827), tras la emancipación de dicho país del Imperio otomano en 1825. Con el advenimiento del conde Ioannis Kapodistrias como primer soberano del Estado Helénico, el ministro francés de Asuntos Exteriores, el conde Auguste de La Ferronnays, anunció al gobierno griego el 7 de mayo de 1828 el nombramiento del barón Antoine Juchereau de Saint-Denys, tío de Eustache, como agente consular francés ante Grecia, llevándose consigo al joven Saint-Denys como agregado consular. Los Saint-Denys permanecieron en la Primera República Helénica hasta la sustitución del barón en 1829.
Eustache Juchereau de Saint-Denys ingresó al servicio consular francés el 1 de abril de 1834. Fue nombrado cónsul en Tarso el 20 de marzo de 1834 y promovido a cónsul de segunda clase en julio de 1839. El 17 de enero de 1843 asumió el cargo de cónsul en Bilbao, España.

### Cónsul en Santo Domingo

#### Padrinazgo de la independencia
El 25 de julio de 1843 fue designado cónsul con destino en Haití, excolonia francesa que pocos meses antes había vivido la Reforma haitiana, una rebelión que depuso al dictador Jean-Pierre Boyer (1818-1843). Dicho levantamiento repercutió en el Santo Domingo español, la parte oriental de la isla Española —la actual República Dominicana—, entonces ocupada por Haití desde 1822. El nuevo gobierno haitiano llevó a la formación de una Asamblea Constituyente en la que participaron representantes tanto haitianos como dominicanos.
El nombramiento repentino en este nuevo destino no fue fruto de la casualidad. André-Nicolas Levasseur, excónsul general del Reino de Francia en Haití —cargo que volvería a ocupar en agosto de 1843—, informó en junio de ese año al ministro de Asuntos Exteriores francés, François Guizot, lo imprescindible que era designar un cónsul del reino en la ciudad de Santo Domingo, sacando provecho de las notorias diferencias culturales y religiosas de los dominicanos con los haitianos, influyendo de forma que estos se separasen de Haití y, a la vez, buscaran el protectorado de Francia, quien recibiría a cambio el control o posesión de la península de Samaná.
Llegó Eustache de Saint-Denys a la ciudad de Puerto Príncipe, capital de Haití, el 28 de noviembre de 1843. Viajó en la fragata La Aurora, acompañado por Adolphe Barrot, plenipotenciario de Francia en aquel país. Oficialmente, su misión consistía en asumir el consulado en Cabo Haitiano, ciudad que había quedado casi destruida tras un terremoto el 7 de mayo de 1842. Tal circunstancia ofrecía un argumento para alegar dificultades de alojamiento. Por ello, se optó por trasladarlo a Santo Domingo, en la parte oriental de la isla.
Antes de partir, Saint-Denys se involucró por primera vez en la política dominicana al relacionarse con varios diputados de la Asamblea haitiana y por instancias de André Levasseur puso en marcha un ambicioso proyecto de protectorado francés sobre Santo Domingo, bautizado en honor del cónsul general como Plan Levasseur. La iniciativa proponía transformar el territorio dominicano en una república independiente bajo la protección de Francia y administrada por un gobernador general designado por la corona francesa, siempre y cuando los propios dominicanos aceptasen las condiciones establecidas.
El proyecto fue negociado por Saint-Denys, Barrot y el mismo cónsul general Levasseur. Fue presentado a los diputados dominicanos en Puerto Príncipe el 15 de diciembre de 1843. Entre quienes lo apoyaron estaban figuras destacadas como Buenaventura Báez, Manuel María Valencia, Francisco Javier Abreu, Remigio del Castillo, Juan Nepomuceno Tejera, Manuel Ángel Rojas y el sacerdote José Santiago Díaz de Peña.
Este plan no surgió de la nada. Desde 1840, el padre Tomás de Portes e Infante, quien era vicario general de la arquidiócesis de Santo Domingo —desde 1830 sede vacante por el destierro del arzobispo Pedro Valera y Jiménez (1757-1833)—, ya había estado en contacto con el cónsul Levasseur. Esto se debía a que el rey francés Luis Felipe I (1830-1848) había ordenado devolver a la Iglesia católica los bienes que le habían sido quitados durante la revolución francesa. El asunto revestía especial importancia en Santo Domingo, donde la Iglesia había perdido sus propiedades durante la ocupación haitiana. Por ello, la Francia de la monarquía de Julio se presentó como interlocutor más próximo que la España isabelina que, aun manteniendo derechos en la isla según el tratado de París (1814), había abrazado una política anticlerical bajo la regencia de Espartero.
Los diputados dominicanos dieron su visto bueno al Plan Levasseur, sin embargo el proyecto se filtró antes de tiempo, siendo descubierto no por las autoridades haitianas, sino por los dominicanos conspiradores conocidos como filorios —seguidores de Juan Pablo Duarte, conocidos también como duartistas— e independentistas vinculados a ellos. Uno de ellos, José María Serra de Castro, descubrió el proyecto y supo que los sostenedores del Plan Levasseur declararían la independencia de la parte oriental de la isla bajo el auspicio de Francia para el 25 de abril de 1844; lo que impulsó a los filorios —quienes no permitirían que alguien se les adelantase en este propósito— a adelantar el pronunciamiento independentista, fijándose la fecha del 25 de febrero de 1844, aunque finalmente ocurrió el día 27 de febrero.
Entretanto, el 1 de enero de 1844, los simpatizantes del Plan Levasseur en la ciudad de Azua difundieron un manifiesto que justificaba la separación de Haití bajo la protección de Francia. Más tarde, el 16 de enero, el jurista Tomás Bobadilla y Briones, con el respaldo de su grupo y de los filorios, publicó la Manifestación de los pueblos del Este de la Isla antes Española o de Santo Domingo, donde se expuso razones que hacían necesaria la emancipación y aludió en términos velados al Plan Levasseur, señalando que, además de los recursos propios, se recurriría a «los que pudieran proporcionarnos en tal caso los extranjeros».
Mientras todo esto ocurría, Saint-Denys zarpó desde Puerto Príncipe el 31 de diciembre de 1843 en la corbeta La Naiade. Llegó a Santo Domingo el 13 de enero de 1844. Al día siguiente desembarcó y fue recibido por dos generales haitianos: Pablo Alí, gobernador del departamento de Ozama, y Henri Étienne Desgrottes, comandante de la ciudad. Su presencia suscitó expectativas entre los independentistas dominicanos, que esperaban que Francia pudiera respaldar su causa.
En su calidad de cónsul en Santo Domingo, desempeñó un papel determinante durante el pronunciamiento de Santo Domingo de 1844. En la noche del 27 de febrero de 1844, cuando se percibieron los primeros disparos del levantamiento, numerosas mujeres y niños buscaron refugio en su residencia, portando objetos de valor para salvaguardarlos de las temida tropas haitianas, conocidas por sus excesos. A pesar de los esfuerzos del cónsul por tranquilizar a las aterradas vecinas, el pánico era tal que muchas prefirieron quedarse en las casas colindantes, preparadas para retornar en caso de que sus vidas corrieran peligro.

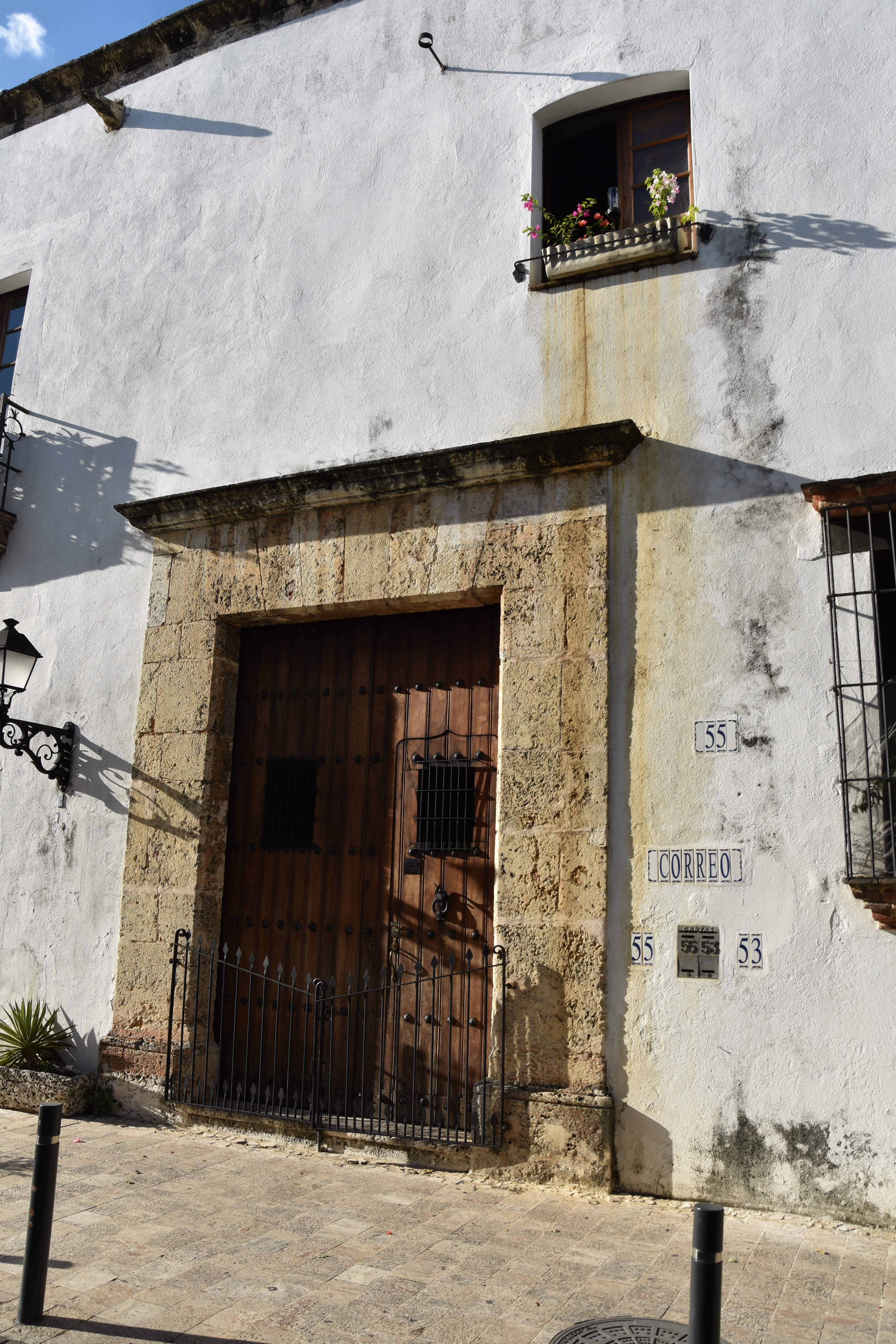
La Casa de la Argolla, antigua sede del consulado francés en Santo Domingo, fue el lugar donde se negoció la capitulación de las haitianos el 28 de febrero de 1844. Anteriormente, allí se había alojado el gobernador francés Jean-Louis Ferrand en la Era de Francia. Más tarde, la ocupó su vencedor en Palo Hincado, el gobernador español Juan Sánchez Ramírez, héroe de la guerra de la Reconquista.

En la madrugada del 28 de febrero de 1844, los hermanos Pedro y Ramón Santana ingresaron con un numeroso ejército a Santo Domingo. De inmediato, el coronel Pedro Santana visitó la residencia del cónsul francés para manifestar su adhesión al Plan Levasseur y, según Saint-Denys, mantenía «una verdadera amistad» con Pedro Santana, cuya conducta, afirmaba «le ha merecido su entera confianza». 
Aquel mismo día, los jefes militares haitianos apostados en la ciudad se rindieron sin derramamiento de sangre en la Casa de la Argolla —sede entonces del consulado francés—, donde firmaron su rendición. Al día siguiente, el general Desgrottes, siguiendo instrucciones de Saint-Denys, entregó formalmente la Torre del Homenaje al mando de las fuerzas dominicanas. 
El 3 de marzo de 1844, el cónsul francés Eustache Juchereau de Saint-Denys comunicó al Ministerio de Asuntos Exteriores de Francia la simpatía que el órgano gubernamental dominicano profesaba hacia su país. Con la consumación de la independencia, se constituyó una Junta de Gobierno provisional integrada mayoritariamente por filorios —cinco de sus miembros—, con Tomás Bobadilla como única excepción. Pronto, la Junta Central Gubernativa se amplió más allá de ese círculo inicial: el 1 de marzo pasó a tener doce miembros, de los cuales cuatro eran filorios y siete pertenecían a otras facciones, entre ellos Francisco Abreu, exdiputado dominicano en la Constituyente de Haití y partidario del Plan Levasseur. 
Mientras tanto, el liderazgo militar quedó en manos de Pedro Santana, nombrado general de brigada y jefe del Ejército del Sur el 7 de marzo de 1844, quien partió hacia la frontera el día 13 para asegurar la independencia. Apenas al día siguiente, el 8 de marzo, Bobadilla —desde el 1 de marzo investido presidente de la Junta Central— se reunió en la residencia del cónsul para tratar la cuestión del protectorado. Saint-Denys le explicó la postura probable del Gobierno francés. Poco después, el general de brigada Francisco del Rosario Sánchez —vocal de la Junta Gubernativa denominado «el jefe del partido revolucionario» por el cónsul—, sostuvo una entrevista similar y recibió la advertencia de que Francia no intervendría sin una solicitud expresa de la Junta de Gobierno, advirtiendo que proclamar el protectorado contradecía el manifiesto del 16 de enero de 1844. No obstante, planteó un proceder confidencial: la Junta Gubernamental podría enviar una carta secreta mediante la cual se comprometiera a incluir el protectorado en la Constitución futura o en un tratado específico. 
Esa misma tarde, Bobadilla y el general Francisco del Rosario Sánchez presentaron esta alternativa ante sus colegas, y más tarde una delegación oficial hizo entrega de una misiva firmada por la totalidad de nueve miembros, en la que se manifestaba la voluntad dominicana de formalizar la solicitud de protectorado y de establecer relaciones diplomáticas con Francia. 
Saint-Denys transmitió inmediatamente la petición al Ministerio de Asuntos Exteriores en París, informando de «un fuerte deseo de enarbolar la bandera francesa sin esperar la iniciativa de Francia». El ministro Guizot, sin embargo, rechazó la propuesta el 30 de mayo de 1844, argumentando que un protectorado dañaría las relaciones con el Reino Unido de Gran Bretaña e Irlanda y contradeciría las reclamaciones de soberanía de España sobre Santo Domingo. El cónsul no tuvo conocimiento directo de esta resolución hasta tiempo después.
El cónsul Saint-Denys transmitió la solicitud al Ministerio de Asuntos Exteriores, informando de «un fuerte deseo de enarbolar la bandera francesa sin esperar la actuación del gobierno francés». Sin embargo, Guizot, conforme al informe recibido, rechazó la idea, ya que la aceptación de un protectorado en la isla estropearía las relaciones con Gran Bretaña e Irlanda, además de que España aún reclamaba soberanía sobre Santo Domingo. El gobierno de París comunicó oficialmente a Saint-Denys el 30 de mayo de 1844 su negativa a aceptar la propuesta de protectorado. No obstante, el cónsul no tuvo conocimiento efectivo de esa resolución sino tiempo después. 
En carta del 15 de marzo al almirante francés Alphonse de Moges —comandante de la escuadra francesa en las Antillas—, Saint-Denys había manifestado con cierto entusiasmo: «No creo comprometerme si le digo que si exigimos con un poco de insistencia, los colores franceses reemplazarán pronto los colores dominicanos en Santo Domingo». Sin embargo, apenas nueve días después, en comunicación al propio ministro Guizot (24 de marzo), reconocía la necesidad de moderar su acción: «Lejos de exigir con un poco de insistencia, por el contrario, estoy obligado a reducir mi influencia para que la Junta no enarbole los colores franceses rápidamente». 
Por otra parte, algunos vocales que al principio se mostraron reacios al Plan Levasseur se convirtieron luego en sus más fervientes defensores. Sin celebrar consulta oficial, la Junta de Santo Domingo remitía a Saint‑Denys comunicaciones confidenciales en las que advertía que, si fracasaba la guerra de independencia, izarían la bandera tricolor francesa. En ese escenario bélico, el general Santana, dos días antes de derrotar al presidente haitiano Charles Rivière‑Hérard en la batalla del 19 de marzo, ya había solicitado al cónsul el apoyo de una fuerza expedicionaria francesa. El 28 de marzo, el cónsul gestionó una entrevista entre Bobadilla y Alphonse de Moges, quien el 31 se ofreció al presidente Hérard como mediador entre Haití y la recién formada República Dominicana. Al día siguiente, sostuvo personalmente una entrevista con el mandatario haitiano.
El 14 de abril de 1844, Santana pedía a Bobadilla que reactivara «las negociaciones» con Francia, en caso de que se encontraran paralizadas. En su informe del 23 de abril a Guizot, Saint-Denys informó que, tras conversar con Bobadilla —quien hablaba en nombre de Santana—, había quedado claro que era absolutamente necesario que Francia hiciera un gesto explícito de apoyo por los dominicanos. Santana creía que bastaría con un préstamo moderado, algunos oficiales franceses y unos centenares de soldados de las Antillas francesas ofrecerían a sus tropas la confianza necesaria. 
El 19 de mayo de 1844 , el cónsul se entrevistó con los hermanos Santana en Santo Domingo; Pedro Santana —quien realizaba una visita relámpago a la ciudad— le aseguró que él, su hermano y sus tropas defenderían el protectorado francés, incluso uso de la fuerza. 
El 26 de mayo de 1844, en una sesión pública de la Junta en la Plaza de Armas de la ciudad, Bobadilla reveló que desde el 8 de marzo se había aprobado un proyecto para ceder de forma perpetua Samaná a Francia. Esto contaba con el respaldo del jefe de la arquidiócesis, Tomás de Portes e Infante. La propuesta fue rechazada de inmediato por los vocales de la Junta, Manuel María Valverde y los generales Manuel Jimenes —vicepresidente de la Junta— y Duarte, por considerar inadmisible la entrega de territorio nacional.
El 28 de mayo, Saint-Denys presentó una nueva versión que ofrecía un préstamo de tres millones de pesos con la península de Samaná como garantía. Bajo la presión de que el representante francés se retiraría con sus agentes si no se aceptaban los nuevos términos, la mayoría de los vocales firmó el acuerdo, a excepción del general de brigada Duarte, quien se negó y renunció a su puesto. No obstante, este rechazo duró poco. El 1 de junio de 1844, el general Duarte regresó a la Junta y dio su visto bueno al texto revisado, que había suprimido la cesión perpetua y restringido la ocupación de Samaná a supuestos de necesidad temporal. A pesar del acuerdo, comenzaba a fraguarse una conspiración militar liderada por sus partidarios.
El 9 de junio de 1844, se produjo el denominado golpe de Estado del 18 Brumario Dominicano, organizado por oficiales del Batallón Africano y leales a Duarte. Durante la asonada, este fue proclamado jefe del Ejército de la República por el coronel José Joaquín Puello de Castro. Este levantamiento depuso a los vocales Bobadilla y José María Caminero —recientemente designado presidente de la Junta—. Francisco del Rosario Sánchez facilitó el escape de los depuestos e ingresó como vicepresidente de la nueva Junta, presidida entonces por Manuel Jimenes.
Los antifilorios —entre ellos Báez, Abreu, Manuel Joaquín del Monte y Francisco Ruiz— buscaron asilo en el consulado francés, convertido en cuartel general de la contraofensiva política e impulsaron el retorno de Santana a la capital. Mientras tanto, el general José Joaquín Puello de Castro hizo un llamado a la población negra a levantarse, alertando que el protectorado podría reimplantar la esclavitud; Saint‑Denys aclaró sin embargo que no existía resolución oficial alguna que autorizara intervención militar. Aunque Duarte ostentaba la jefatura moral del movimiento, evitó confrontaciones directas con la diplomacia francesa y la posición del cónsul siguió exactamente igual. Sin embargo, la propaganda de su círculo erosionó la simpatía a los franceses en el Cibao y debilitó el prestigio de oficiales como José María Imbert.
Desde el 18 de junio de 1844, Francisco Sánchez asumió la presidencia de la Junta. Mantuvo varias entrevistas con Saint-Denys, asegurando que el golpe respondía a «circunstancias imperiosas del momento» y no rompía las relaciones diplomáticas. También afirmó que las propuestas formuladas por la República Dominicana permanecerían intactas y que se cumplirían los compromisos asumidos.

#### Consejero de Pedro Santana
El 3 de julio de 1844, en Azua, Santana intentó entregar el mando del Ejército del Sur al coronel José Esteban Roca, como estaba previsto por mandato de la Junta. Sin embargo, los soldados se negaron a aceptar el cambio y exigieron que Santana permaneciera al frente. El Ejército del Sur, de forma espontánea, proclamó a Santana como Jefe Supremo de la República, título que él rechazó.. Justo al día siguiente, en Santiago de los Caballeros, Duarte fue proclamado presidente por Ramón Matías Mella y el Ejército del Norte, desafiando la autoridad central en Santo Domingo.
La Junta, por su parte, empezó a preocuparse por el regreso de Santana. José Joaquín Puello de Castro, coautor del golpe de Estado del 9 de junio, recibió rumores de que Santana planeaba llegar a la capital con sus tropas para imponer su mando. Por eso, la Junta tomó la decisión de recibirlo solo si venía sin soldados. La tensión aumentó tanto que incluso el cónsul francés, preocupado por la seguridad de los franceses que vivían en la isla, amenazó con retirarse si se usaba la fuerza contra Santana. Esta amenaza obligó a la Junta a tomar una actitud más moderada.
Tras una conversación entre Saint-Denys y Sánchez, este último se reunió con Santana en la villa de San Cristóbal para coordinar su entrada a la ciudad acompañado de su ejército. Así, el 12 de julio de 1844, Santana llegó a la capital y, junto con los oficiales de Estado Mayor del Ejército del Sur, suscribió un documento en el que se solicitaba a Francia el reconocimiento de la independencia dominicana y su protección.
Santana fue proclamado dictador con el título de Jefe Supremo al dar un golpe de Estado el 13 de julio. Pero al día siguiente, el 14 de julio, Santana pronunció un discurso en el que rechazó esa dictadura, diciendo que era un cargo peligroso y dañino. En su lugar, propuso convocar elecciones para formar una Asamblea Constituyente y establecer un gobierno definitivo. Esta decisión fue influenciada por el cónsul francés Saint-Denys, quien lo aconsejó para que conservara la Junta, no tomara el poder absoluto y se mantuviera dentro de los ideales del manifiesto del 16 de enero.

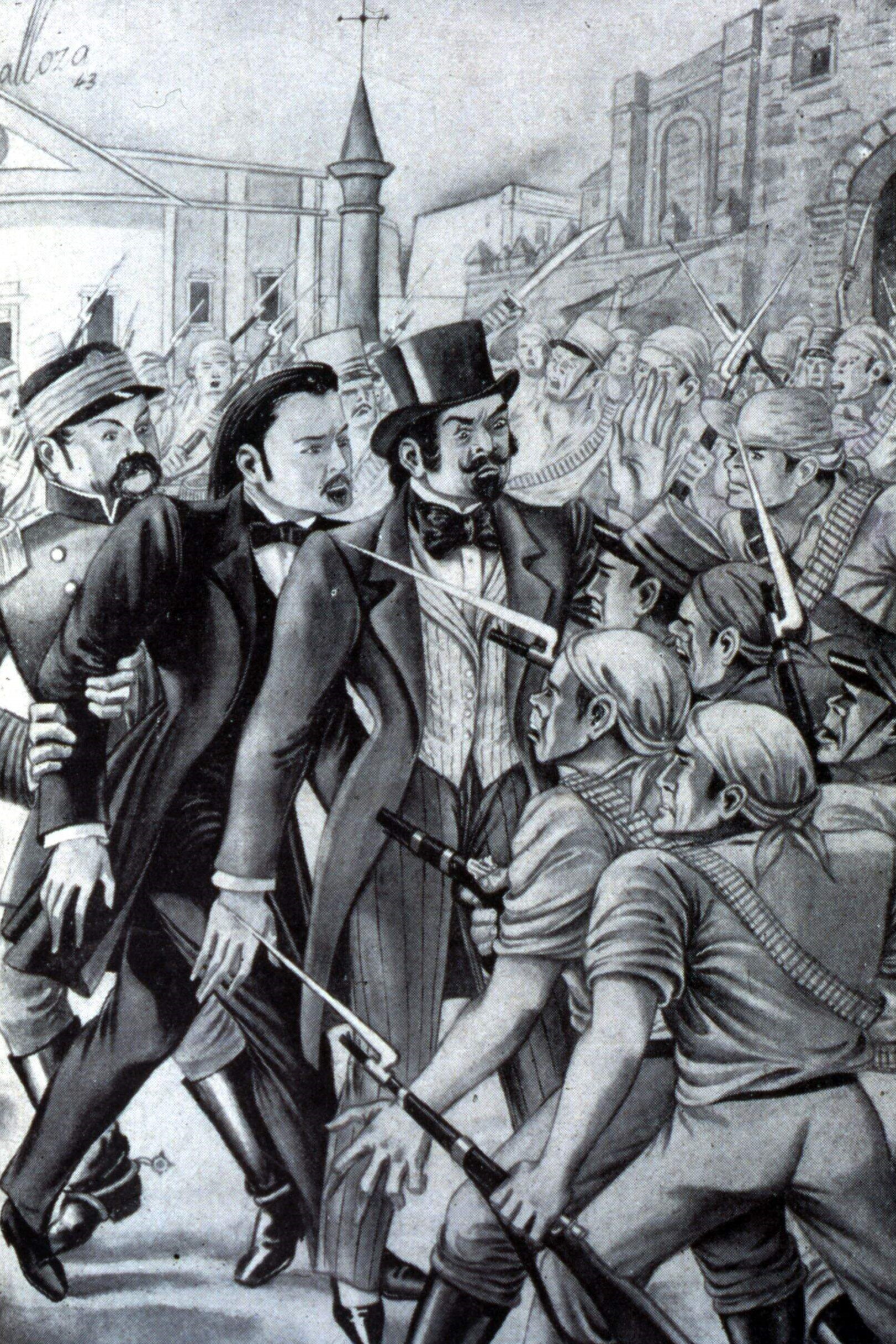
Saint-Denys se interpone y colabora con Felipe Benicio Alfau para salvar del linchamiento a Juan Isidro Pérez.

El cónsul no dejó de auxiliar incluso a quienes no compartían sus afinidades políticas. Así ocurrió el día 15, cuando en la sede de la Junta se desató un pequeño altercado entre Juan Isidro Pérez de la Paz, —exvocal de la Junta cercano a Duarte— y Juan Ruiz —partidario de Santana—, que giraba en torno a si el golpe del 13 de julio había disuelto la Junta. Ruiz creía que sí, pero Juan Isidro Pérez, que no.
La discusión escaló al punto de temerse un enfrentamiento armado. Santana, presente en el lugar, trató de apaciguar los ánimos, pero a la postre una frase desafortunada de Isidro Pérez, que parecía aludir a un presunto complot contra el Jefe Supremo, hizo creer a los oficiales de Santana que se planeaba un atentado. A punto estuvieron de lincharlo, de no mediar la oportuna intervención del coronel Felipe Benicio Alfau y del propio cónsul, que logró conducir a Pérez al consulado francés, donde halló refugio.
En agosto de 1844, ya los filorios estaban neutralizados por la nueva Junta, presidida ahora por Santana. Fueron declarados traidores Duarte, Sánchez, Mella, Pérez y demás cabecillas leales. Aun así, el cónsul ofreció su simpatía a Sánchez, arrestado el 17 de julio de 1844 por negarse a colaborar en acciones contra Duarte, quien había ejercido de manera irregular como presidente de la República en el Cibao. Pese a sus recomendaciones, Santana desoyó las peticiones del diplomático.
Superada aquella crisis, el 24 de septiembre de 1844 se reunió en San Cristóbal un Congreso Constituyente con el mandato de elaborar una Carta Magna que sustituyera el manifiesto de enero. Uno de sus artículos más polémicos fue el 210, que facultaba al presidente de la República potestad para tomar decisiones sin responsabilidad alguna durante la guerra, incluyendo el mando absoluto del ejército. Según el cónsul Saint‑Denys, él fue quien sugirió este artículo, lo que otorgó a Santana un poder casi dictatorial siempre que recurriera a esta disposición.
Así también, por el cónsul fueron insertadas otras cláusulas en la nueva Constitución, como la admisión de extranjeros —sin distinción de nacionalidad— al goce inmediato de la plenitud de los derechos civiles, siempre que ejercieran un arte u oficio útil. También se les reconocían ciertos derechos políticos, bajo ciertas condiciones, y se les garantizaba el derecho a poseer y transmitir propiedades en igualdad de condiciones que los ciudadanos dominicanos, algo que resultaba imposible para los extranjeros blancos bajo el régimen haitiano. La Constitución de San Cristóbal se concluyó el 6 de noviembre de 1844 y, pocos días después, la Asamblea Constituyente eligió a Santana como presidente; él prestó juramento el 14 de noviembre.
El 20 de noviembre, Guizot, temeroso de inquietar a Reino Unido, aplazó la respuesta oficial al proyecto de protectorado que su propio cónsul había negociado en Puerto Príncipe. Ese mismo día envió un despacho a los señores Levasseur y Saint‑Denys en el que manifestaba su respaldo a una «influencia sana en la pacificación de la isla» y a «una acción protectora en la dirección de sus destinos que sean acordes con nuestros intereses, los de la humanidad y de la civilización». Asimismo, rechazó categóricamente todo tipo de eventual ocupación de Samaná. Además, Guizot escribió personalmente a Levasseur para insistir en la renuncia definitiva al protectorado: «Escribo en ese mismo tiempo al Cónsul del Rey en Santo Domingo quien ha expresado de nuevo en una de sus últimas cartas la propuesta del protectorado. Es importante que el Sr. Juchereau de Saint Denys renuncie definitivamente de ese proyecto».
Poco después, el cónsul francés comunicó al gobierno dominicano que Francia no aceptaría el protectorado y que, mientras Haití no reconociera la separación, tampoco se reconocería la independencia de la República Dominicana. Desde 1838, Francia consideraba toda la isla como territorio haitiano y, por tanto, veía a los dominicanos como rebeldes. Pese a ello, Guizot propuso que una forma de reconocer la independencia dominicana era que la nueva República Dominicana asumiera parte de la deuda que Haití tenía con Francia, dado que el territorio había estado bajo control haitiano hasta 1844. En abril de 1845, Santana  rechazó oficialmente esa pretensión, si bien barajó más adelante ofrecer alguna compensación económica Francia. El único miembro de su gabinete que se opuso a asumir parte de la deuda haitiana fue Bobadilla, entonces ministro de Relaciones Exteriores, quien, tras mostrarse inicialmente favorable a los franceses, terminó abogando por un acercamiento a España.

### Muerte
A mediados del año 1847, Saint-Denys solicitó licencia para viajar a Francia. El gobierno le otorgó el permiso correspondiente. El 25 de julio de ese mismo año, partió desde Santo Domingo rumbo a la isla de Santo Tomás. Dejó el consulado bajo la responsabilidad de su canciller, Malespine. El 14 de octubre de 1847 llegó el nuevo cónsul, Victor Place. Su llegada provocó repulsa en el gobierno haitiano. Tras aquellos años de servicio, Saint-Denys quedó oficialmente inactivo a partir del 1 de agosto de 1848.
El 27 de noviembre de 1848, la cancillería francesa le ordenó regresar a Santo Domingo. Saint-Denys respondió al ministro que no podía hacerlo. Alegó que su salud se hallaba gravemente deteriorada a causa de los años vividos bajo el clima del Caribe. Declaró que le resultaba imposible aceptar la misión de gestionar la ratificación del tratado dominico-francés, recientemente firmado en octubre de ese mismo año. A pesar de que se le llamaba «padrino de la revolución de la separación dominicana», mantuvo firme su negativa.
Permaneció en retiro hasta el 31 de julio de 1851. En abril de ese año contrajo matrimonio en Périgord con Constance-Marie Otard de la Grange. Era hija del barón Jean-Baptiste Antoine Otard de La Grange (1773–1824), firme defensor del trono y del altar. No se le conocen cargos con posterioridad. Se retiró a vivir en su natal Córcega, donde falleció en Bastia el 17 de junio de 1883.